# ویمپسینگ ایم شوارتساتال
ویمپسینگ ایم شوارتساتال (به آلمانی: Wimpassing im Schwarzatale) یک منطقهٔ مسکونی در اتریش است که در ناحیه نوین‌کیرشن واقع شده‌است. ویمپسینگ ایم شوارتساتال ۱٬۹۱۵ نفر جمعیت دارد.